# ليهلوجونولو مساليسا
ليهلوجونولو مساليسا (بالإنجليزية: Lehlogonolo Masalesa) (27 مارس 1994 في جنوب أفريقيا - ) هو لاعب كرة قدم جنوب أفريقي في مركز الوسط. شارك مع منتخب جنوب أفريقيا تحت 20 سنة لكرة القدم. أما مع النوادي، فقد لعب مع أورلاندو بيراتس وبيدفيست ويتس وبلاتينيوم ستارز ‏.